# Trompettræ-familien
Bignoniaceae er en familie i planteriget, der har mange, mest tropiske slægter. Her nævnes kun de, som dyrkes i Danmark, eller som kan ses på de feriesteder, danskere besøger.
| Slægter |

- Trompetblomst (Campsis)
- Trompetkrone (Catalpa)
- Skønhedsranke-slægten (Eccremocarpus)
- Incarvillea eller Havegloxinia
- Jakaranda (Jacaranda)
- Stueask-slægten (Stereospermum)

## Eksternt link
- GRIN: Genera of Bignoniaceae – med et udvidet artsregister (engelsk)